# هيئة كهرباء ومياه دبي
هيئة كهرباء ومياه دبي (ديوا)، هي شركة خدمات عامة تعمل في مجال البنية التحتية، تأسست في 1 يناير 1992 من قبل الشيخ مكتوم بن راشد آل مكتوم.

## تاريخ
تأسست هيئة كهرباء ومياه دبي بعد دمج شركة كهرباء دبي ودائرة مياه دبي اللتين تأسست كل منها عام 1959 على يد الشيخ راشد بن سعيد آل مكتوم حاكم دبي في ذلك الوقت. كان الهدف الأساسي لهذه الهيئة التي تديرها الدولة هو ضمان توفير إمدادات كافية وموثوقة من الكهرباء والمياه لشعب دبي.
يبلغ عدد موظفي هيئة كهرباء ومياه دبي (حتى نهاية عام 2019) 11,727 موظفاً، وتخدم 915,623 متعاملاً بالكهرباء و816,580 متعاملاً بالمياه. في عام 2019، بلغت القدرة الإنتاجية للهيئة 11,400 ميجاوات من الكهرباء و470 مليون جالون إمبراطوري من المياه المحلاة يوميًا.
وبالتحول من محطات الطاقة التقليدية التي تعمل بالغاز، شرعت هيئة كهرباء ومياه دبي في بناء مجمع محمد بن راشد آل مكتوم للطاقة الشمسية بقدرة 5 جيجاوات، والذي اشتهر بتحطيم العديد من الأرقام القياسية في تكلفة الطاقة الشمسية سواء من الخلايا الكهروضوئية أو من الطاقة الشمسية المركزة بدءًا من محطة الطاقة الشمسية الأولية بقدرة 13 ميجاوات (DC) كمرحلة افتتاحية في عام 2013، تعاقدت هيئة كهرباء ومياه دبي أيضًا على مرحلة ثانية أخرى بقدرة 200 ميجاوات (AC) من المطور أكوا باور في يناير 2015. أما المرحلة الثالثة فهي محطة توليد الطاقة الكهروضوئية بقدرة 800 ميجاوات، والتي بدأ العمل بها في خريف عام 2015 وتم الانتهاء منها بحلول عام 2020. وتخطط هيئة كهرباء ومياه دبي لضخ 250 ميجاوات من الطاقة الكهرومائية في منطقة حتا باستخدام 880 مليون جالون من المياه على ارتفاع 300 متر فوق السد السفلي.

## الأهداف
وتتمثل بالتالي:
- إنشاء وإدارة وتشغيل وصيانة وامتلاك الشبكة العامة، بما في ذلك محطات توليد الكهرباء ومحطات تحلية المياه، وشبكات نقل وتوزيع المياه والطاقة في الإمارة.
- تخزين المياه وتوزيعها على المستهلكين في إمارة دبي، بالإضافة لتطوير كافة مصادر المياه.
- إنشاء وإدارة المشروعات المتعلقة بإنتاج الكهرباء وتوفير المياه.

## الطرح العام الأولي المخطط له
تخطط هيئة كهرباء ومياه دبي لطرح 18% من رأس مالها المصدر كطرح عام مدرج في سوق دبي المالي، وتقدر قيمة الطرح العام الأولي بـ 22.6 مليار دولار.

## الأداء المالي
في العام 2022، حققت هيئة كهرباء ومياه دبي صافي أرباح بقيمة 8 مليارات درهم.

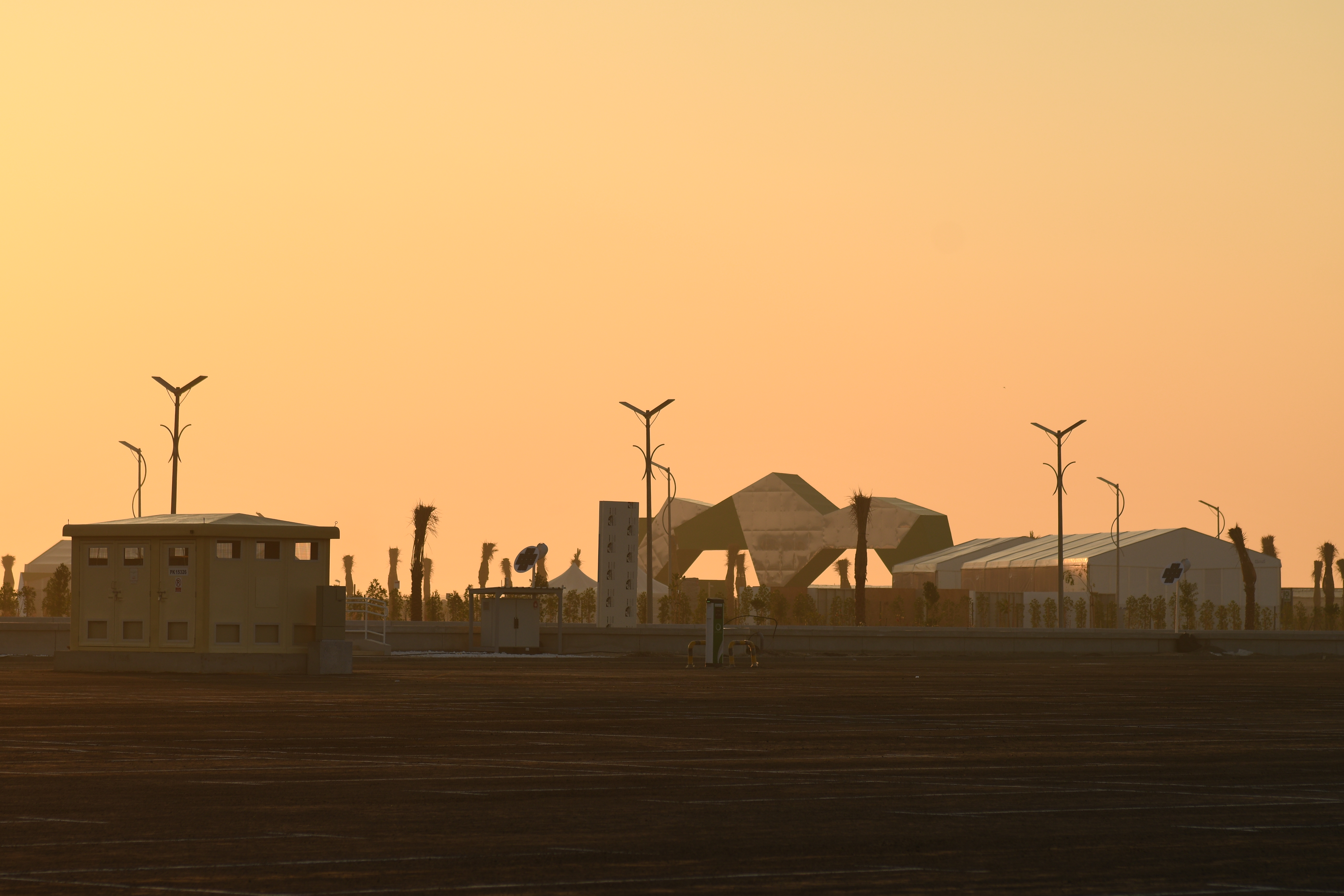
مجمع محمد بن راشد آل مكتوم للطاقة الشمسية.

## أبرز المشاريع
نفذت هيئة كهرباء ومياه دبي العديد من المشاريع تماشياً مع استراتيجية دولة الإمارات للحياد المناخي 2050 واستراتيجية دبي للطاقة النظيفة 2050 واستراتيجية الحياد الكربوني 2050 لإمارة دبي، ومن أبرز المشاريع التي قامت بها الهيئة في هذا الخصوص:
- مجمع محمد بن راشد آل مكتوم للطاقة الشمسية.
- مشروع الهيدروجين الأخضر.
- مشروع الشبكة الذكية.
- مبادرة الشاحن الأخضر للمركبات الكهربائية.
- مركز البحوث والتطوير.
- مركز الاستدامة والابتكار.
- مشروع «شلالات حتا المستدامة» الذي دشنه  الشيخ محمد بن راشد آل مكتوم، في ديسمبر 2024، ونفذته الهيئة بكلفة تبلغ نحو 60 مليون درهم،  ليكون واجهة سياحية مميزة.[12]

## مبنى الشراع
يعد «مبنى الشراع»، المبنى الرئيس الجديد لهيئة  كهرباء ومياه دبي بمنطقة الجداف في دبي، أعلى وأكبر وأذكى مبنى حكومي صفري الطاقة في العالم حيث تم تصميم المبنى للحصول على شهادة LEED البلاتينية «الريادة في الطاقة والتصميم البيئي»، ومعايير نظام «WELL» الذهبي العالمي للمباني الخضراء وتهدف الهيئة منه إلى إرساء نموذج عالمي للإنشاءات التي تبرز التوازن بين التنمية والبيئة

## معرض تكنولوجيا المياه والطاقة (ويتيكس)
ينعقد معرض تكنولوجيا المياه والطاقة في إمارة دبي خلال الربع الأول من كل عام وذلك تحت اشراف هيئة كهرباء ومياه دبي ويهدف المعرض إلى استعراض المنتجات والخدمات الخاصة بالمياه والطاقة، بالإضافة لتبادل الأفكار والخبرات مع الرواد العالميين في هذه المجالات.

## الذكاء الاصطناعي
تتبنى  هيئة كهرباء ومياه دبي تقنيات الذكاء الاصطناعي في نظم المعلومات لمؤسساتها ومنها  أهمها  موظفها الافتراضي «رمّاس»، و الروبوت «رمّاس» والروبوت «تيمي».وقد حصلت الهيئة  على اعتماد شهادة المعيار العالمي «الآيزو» بشأن الجدارة بالثقة في الذكاء الاصطناعي (ISO/IEC TR 24028:2020)، لتصبح بذلك أول مؤسسة حكومية في دولة الإمارات تحصل على هذه الشهادة 
وتعد الهيئة أول مؤسسة خدمية على مستوى العالم،  تستخدم الذكاء الاصطناعي التوليدي للتفاعل مع المتعاملين والرد على استفساراتهم.ومنذ إطلاقه في عام 2017 وحتى نهاية 2023 أجاب عن أكثر من 8.5 مليون استفسار عبر قنوات التواصل المختلفة.

## "ديوا-سات 1"
"ديوا-سات 1"  هو قمر اصطناعي نانوي من نوع (3U) تم إطلاقه ضمن برنامج هيئة كهرباء ومياه دبي للفضاء (سبيس دي) بهدف تعزيز عمليات الهيئة وتحسين صيانة وتخطيط شبكات الكهرباء والمياه بالاعتماد على الأقمار الاصطناعية النانوية وبالاستفادة من تقنيات الثورة الصناعية الرابعة بما في ذلك انترنت الأشياء والذكاء الاصطناعي والبلوك تشين وتبادل المعلومات عبر الاتصالات الفضائية وتقنيات مراقبة الأرض والاستشعار عن بُعد.

## جوائز
حصلت هيئة كهرباء ومياه دبي بين عامي 2015 و2023 على 433 جائزة (70 محلية و73إقليمية و290 عالمية) بالإضافة لحصولها على شهادة رقم قياسي في موسوعة غينيس للأرقام القياسية عن أكبر مشروع للطاقة الشمسية المركزة في العالم بارتفاع 263.126 متراً وأكبر سعة تخزينية للطاقة الحرارية في العالم بقدرة 5.907 ميغاواط ساعة وذلك ضمن المرحلة الرابعة لمشروع محمد بن راشد آل مكتوم للطاقة الشمسية، ومن أبرز الجوائز التي فازت بها الهيئة:
- جائزة مشروع الطاقة لعام 2014 ضمن جوائز ميد لجودة المشاريع 2014، وهي جائزة تمنح للمرة الأولى لقطاع الطاقة المتجددة في المنطقة.[19]
- نالت الهيئة في العام 2023،  "جائزة الشرف العالمية في مجال البيئة" للمرة الثانية عشرة[20]
- حصلت الهيئة  على جائزة "التفاحة الخضراء العالمية" 2023، التي تقدمها المنظمة الخضراء وتعتبر من أهم الجوائز العالمية في مجال البيئة، عن فئة "البناء المستدام لنقل الطاقة".[20]
- فازت الهيئة بالمرتبة الأولى في فئة المؤسسات الحكومية الكبيرة في الدورة السادسة عشرة للجائزة العربية للمسؤولية الاجتماعية للمؤسسات، وذلك للمرة الثامنة على التوالي.[20]
- جائزة مشروع الهدروجين الأخضر ضمن جوائز مستقبل الهدروجين 2023 عن مشروع الهدروجين الأخضر الذي نفذته الهيئة.
- جائزة العالم الأخضر العالمية لعام 2023 عن فئة الابتكار التي تقدمها منظمة العالم الأخضر.
- جائزة أفضل صفقة في الأسواق المالية لعام 2022 وذلك خلال حفل توزيع جوائز السندات والقروض والصكوك في الشرق الأوسط في جميرا دبي.
- 4 جوائز خلال الدورة 19 لجوائز جلوبي العالمية للأمن السيبراني 2023.
- جائزة التميز عبر الابتكار من شركة سوفت وير إيه جي العالمية للتقنية.
- شهادة أفضل بيئة عمل لعام 2023 من الهيئة الأمريكية (Great Place to Work) بالشراكة مع مجلة فورتشن للجهات التي تحقق التميز المهني للموظفين.
- جائزة سيف الشرف في مجال الصحة والسلامة لعام 2023 وللمرة 16 من مجلس السلامة البريطاني.
- ست جوائز ضمن برنامج دبي للتميز الحكومي لعام 2024، ومن أبرزها جائزة النخبة، وجائزة أفضل جهة صديقة لأصحاب الهمم.[21]
- جائزة «مشروع المياه الذكي للعام 2024»، ضمن جوائز المياه العالمية ، وذلك عن نظام «هيدرو إنسايت» المؤتمت بالكامل، الذي يعدّ الأول من نوعه في المؤسسات الخدماتية المتخصصة في المياه على مستوى العالم.[22]
- حصدت هيئة كهرباء ومياه دبي "ديوا"، جائزتين ضمن "جوائز آسيا للطاقة" لعام 2024، التي تُعد من أبرز الجوائز الإقليمية  في قطاع الطاقة،حيث فازت الهيئة بجائزة "أفضل تقنية طاقة مبتكرة للعام عن مشروع "محاكي الأحمال الكهربائية الفعلية" لشبكة التوزيع، وجائزة "مشروع الشبكة الذكية للعام  عن مشاريع أتمتة الشبكة الذكية لمحطات التوزيع.[23]
- دخلت الهيئة عام 2022 موسوعة غينيس للأرقام القياسية عن أكبر منشأة لتحلية المياه في موقع واحد في العالم بقدرة إنتاجية 490 مليون جالون من المياه المحلاة يومياً، وذلك في مجمع محطات جبل علي لإنتاج الطاقة وتحلية المياه.[20]
- دخلت الهيئة في عام 2021، موسوعة غينيس للأرقام القياسية عن أكبر منشأة لإنتاج الطاقة باستخدام الغاز الطبيعي في موقع واحد - بقدرة 9547 ميجاوات من الكهرباء - في مجمع محطات جبل علي لإنتاج الطاقة وتحلية المياه.[20]

- حصلت هيئة كهرباء ومياه دبي (ديوا) على جائزة" الإمارات تبتكر "عن فئة أفضل ابتكار في تحقيق الريادة الرقمية،لعام 2025 عن مشروع محطات نقل الكهرباء الرقمية [24]

## روابط خارجية
- الموقع الإلكتروني: http://www.dewa.gov.ae